# M.A.R.S.
I M.A.R.S. (MacAlpine. Aldridge. Rock. Sarzo.), in origine chiamati Driver, furono un supergruppo heavy metal statunitense di breve vita, fondato nel 1985.
Inizialmente battezzato Driver, questo superprogetto fu frutto di un'idea del boss della Shrapnel Records Mike Varney, che contattò dapprima la coppia di musicisti Rudy Sarzo (Quiet Riot, Ozzy Osbourne) e Tommy Aldridge (Black Oak Arkansas, Ozzy Osbourne), entrambi reduci da un'esperienza nella band di Ozzy Osbourne. La fase embrionale di questo gruppo vide il passaggio di diversi musicisti noti della scena heavy metal statunitense, come Jeff Scott Soto (Yngwie J. Malmsteen), Kurt James (Steeler), Craig Goldy (Rough Cutt, Giuffria), Jeff Fenholt (Terrified, Black Sabbath, Joshua). Infine, Sarzo e Aldridge trovarono un assetto stabile con l'entrata di due personaggi che avrebbero ottenuto una certa visibilità internazionale a partire proprio da questo periodo, ovvero il chitarrista virtuoso Tony MacAlpine e il dotato cantante Rob Rock. Questa formazione registrò un disco intitolato Project: Driver nel 1986, che venne alla luce poco dopo lo scioglimento di questa formazione, poi ribattezzata "M.A.R.S." a partire dalla pubblicazione dell'album. Il lavoro venne completamente ignorato e a seguito del progetto ormai sfumato, la coppia Sarzo/Aldridge rimase unita, dapprima all'interno della formazione dei Whitesnake, e poi del gruppo di breve vita Manic Eden. Rob Rock farà strada con altri gruppi come Impellitteri, Axel Rudi Pell e molti altri. Mentre MacAlpine darà inizio alla carriera solista, oltre a collaborare con importanti musicisti come Vinnie Moore e Steve Vai tra gli altri.

## Storia
Il supergruppo, originariamente intitolato Driver, venne ideato e assemblato dal boss della Shrapnel Records Mike Varney nel 1985. Questi vennero originariamente creati come progetto dalla ex sezione ritmica della band di Ozzy Osbourne, ovvero dal bassista Rudy Sarzo (che aveva appena lasciato i Quiet Riot) ed il batterista Tommy Aldridge (ex Black Oak Arkansas). Gestiti dalla Niji, agenzia della moglie di Ronnie James Dio, la coppia iniziò a collaborare con l'ex cantante di Yngwie Malmsteen Jeff Scott Soto e l'ex chitarrista degli Steeler Kirk James. Dal settembre del 1985 James venne sostituito dall'ex chitarrista dei Rough Cutt Craig Goldy, che aveva abbandonato la formazione dei Giuffria proprio per collaborare con Sarzo e Aldridge in questo progetto che prenderà il nome di "Driver". Il gruppo però iniziò le ricerche di un nuovo cantante, dopo che Scott Soto era tornato nella band di Malmsteen.
Durante questo periodo vennero raggiunti dal cantante Jeff Fenholt, in occasione di alcune sessioni demo. Fenholt aveva registrato nel 1980 del materiale irrealizzato con gli Armageddon, una band fondata dall'ex cantante degli Yardbirds Keith Relf. In seguito, nel 1984, Fenholt aveva preso parte alla formazione dei Terrified, gruppo capeggiato dal batterista Bobby Rondinelli, rinomato musicista con alle spalle un periodo nei Rainbow. Fenholt però abbandonò presto questa formazione senza registrare alcun materiale, per reggiungere i Black Sabbath nel 1985 a sostituzione di David Donato. Il cantante rimase nei Sabbath per 7 mesi, ed in seguito, neanche un anno dopo la sua dipartita, quando questi pubblicarono Seventh Star, Fenholt sostenne di aver partecipato alle registrazioni dell'album, pur non essendone stato accreditato. In effetti con Fenholt era stata incisa nel 1985 una demo intitolata Star of India, le cui parti saranno in seguito utilizzate per comporre la title track. Per altro il cantante era in quel periodo impegnato nei Joshua, con cui pubblicò il disco Surrender nel 1986.
Dall'anno successivo, Goldy venne reclutato dai Dio, e venne rimpiazzato da Tony MacAlpine, uno dei nuovi guitar hero scoperti dal boss Mike Varney (Varney infatti aveva scoperto anche lo stesso Yngwie Malmsteen pochi anni prima). Infine dietro il microfono venne reclutato Rob Rock che completò il quartetto. Prima di intraprendere la carriera nel superprogetto, Rock era coinvolto nei Vice, un gruppo di breve vita nel quale militava il chitarrista Axel Rudi Pell. La formazione iniziò le sessioni per il debutto, con il titolo di Project: Driver, sotto la produzione di Mike Varney. Questo però non venne pubblicato nell'immediato. Rock annunciò la sua dipartita e nel 1987 raggiunse i Joshua, proprio il gruppo nel quale aveva militato Jeff Fenholt, per breve membro della fase embrionale dei M.A.R.S. Con i Joshua il cantante pubblicò il disco Intense Defense nel 1988. In seguito Rob Rock intraprenderà una fiorente carriera in gruppi come Impellitteri, progetto fondato dal chitarrista Chris Impelliteri, e nella band solista del chitarrista tedesco Axel Rudi Pell. Dopo l'abbandono di Rock, il trio tentò invano di portare avanti il progetto arruolando un cantante soprannominato "Zeus", proveniente dalla band Mayday di New York, gruppo che pubblicò due dischi nei primi anni 80. Tuttavia il progetto venne sospeso e MacAlpine tornò a dedicarsi alla carriera solista.
Il disco dei M.A.R.S. (fino a quel momento chiamati Driver), dopo alcuni tempi di attesa, venne pubblicato per la Shrapnel in America e per la Roadrunner Records in Europa accreditato appunto sotto il nuovo nome di M.A.R.S. (il nome venne cambiato all'ultimo dopo alcune complicazioni), acronimo che stava ad indicare le iniziali dei cognomi dei componenti: MacAlpine. Aldridge. Rock. Sarzo.. In questo periodo però, a causa del cambio di formazione e quindi dei nomi dei componenti, Sarzo e Aldridge, unici superstiti, decisero di cambiare il nome della band in "NRG". La coppia di musicisti registrò ulteriori demo con il cantante soprannominato Zeus, il tastierista Phil Lupo ed il nuovo chitarrista Lanny Cordola (ironicamente, come Craig Goldy, anch'egli in precedenza nei Giuffria). Gli NRG riuscirono a concludere un contratto con la Elektra Records ma il progetto venne accantonato quando Sarzo scelse di ritornare nella formazione dei Quiet Riot nel maggio del 1987 e poco dopo nei Whitesnake, proprio assieme ad Aldridge. I due musicisti, pubblicarono con la band di David Coverdale il disco Slip of the Tongue nel 1989. Lanny Cordola invece tornò a collaborare con Gregg Giuffria nel suo nuovo gruppo, gli House of Lords.
Curiosamente, Rob Rock riprese il nome "Driver" nel 1989 quando formò un nuovo gruppo con i suoi ex compagni dei Joshua Emil Lech Brando e Greg Shultz, con il chitarrista Roy Z (Roy Ramirez) ed il batterista Reynold "Butch" Carlson. Questa nuova band pubblicò un EP omonimo nel 1990 prima di sciogliersi nello stesso anno. Rob Rock riunì questa versione dei Driver nel 2007 pubblicando il disco Sons Of Thunder nel 2008.
La coppia Sarzo/Aldridge continuò la collaborazione anche dopo l'abbandono dei Whitesnake nel 1994, quando formarono quello stesso anno un altro supergruppo, i Manic Eden, assieme al chitarrista dei Whitesnake Adrian Vandenberg e l'ex cantante dei Little Caesar Ron Young. Anche questo superprogetto, dopo la pubblicazione di un disco omonimo, si sciolse prematuramente.

## Formazione

### Ultima
- Rob Rock - voce
- Tony MacAlpine - chitarra, tastiere, programmazione
- Rudy Sarzo - basso
- Tommy Aldridge - batteria

### Ex componenti
*Tutti questi membri fecero parte del progetto quando ancora era attivo sotto il nome di "Driver".
- Jeff Scott Soto - voce
- Kurt James - chitarra
- Craig Goldy - chitarra
- Jeff Fenholt - voce

## Discografia
- 1986 - Project: Driver